# المسيل (مناخة)

تعديل مصدري - تعديل

المسيل هي إحدى قرى عزلة لهاب بمديرية مناخة التابعة لمحافظة صنعاء، بلغ تعداد سكانها 257 نسمة حسب تعداد اليمن لعام 2004.